# ألفرد هوكينز
ألفرد هوكينز (بالإنجليزية: Alfred Hawkins)‏ (1904 في المملكة المتحدة - ) هو لاعب كرة قدم بريطاني في مركز الهجوم. لعب مع كريستال بالاس ونادي ساوثال.